# Guhyasamāja

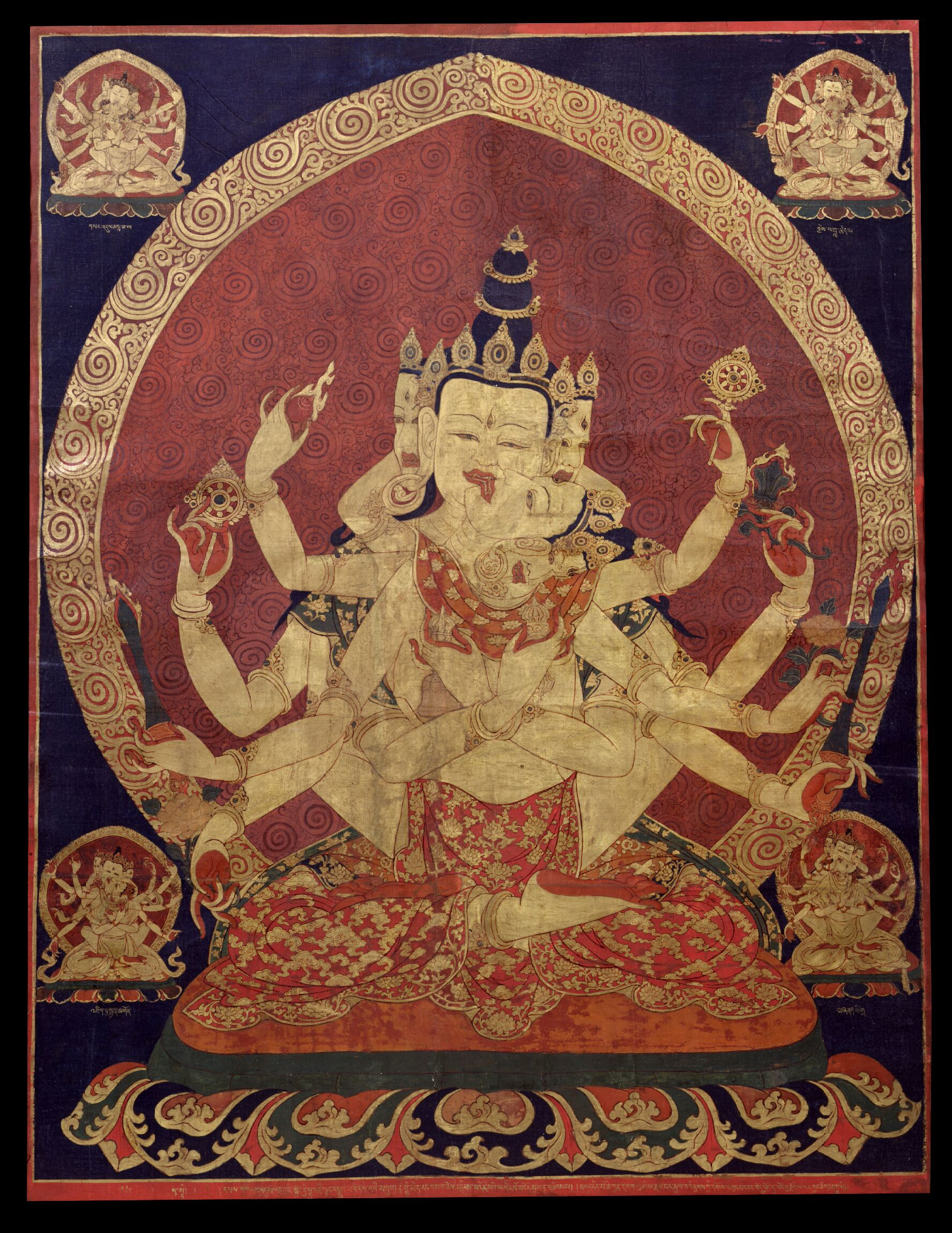
Thanka tibétaine de Guhyasamaja Akshobhyavajra, Rubin Museum of Art

Guhyasamāja, (tib.: gsang ba 'dus pa; anglais: Assembly of Secrets; chinois: mìjí jīngāng 密集金刚) est une des cinq divinités principales servant de l'objet de contemplation, une des trois divinités protectrices de l'école Gelugpa, et le protecteur du dharma du Vénérable Tsongkhapa. Il est l'une des huit grandes divinités Héruka dite (buveurs de sang), à côté de Hayagriva, Vajrakilaya, Chakrasamvara, Hevajra, Yamantaka, Amrita et Mamo. 